# Енгельгардти

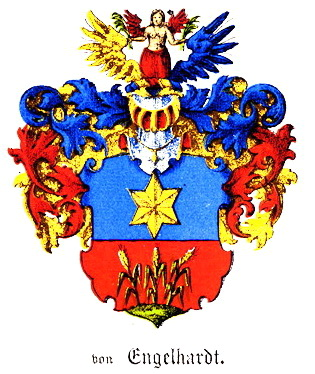
Герб Енгельгардтів («Балтійський гербовник», 1882)

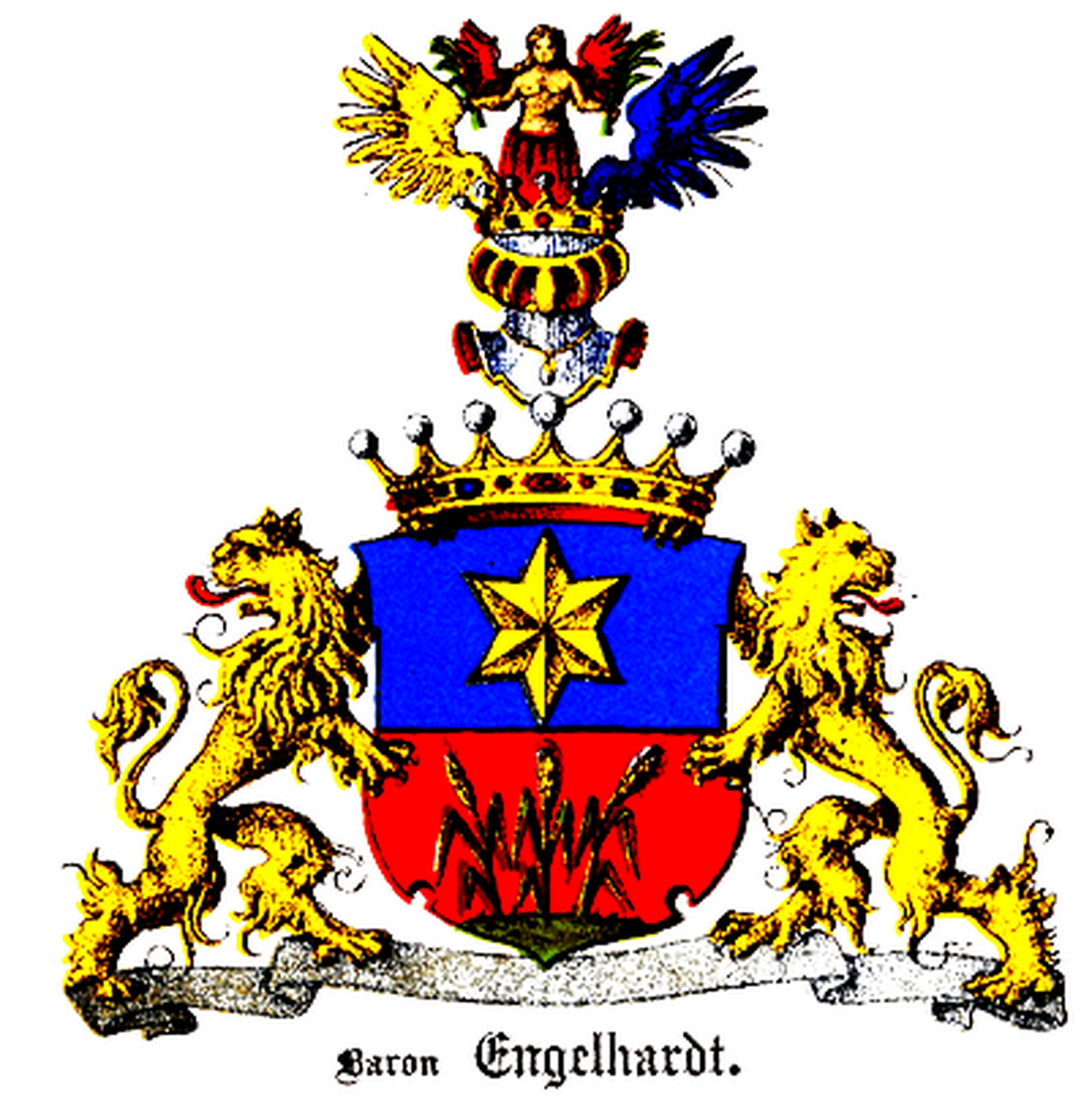
Герб баронів Енгельгардтів («Балтійський гербовник», 1882)

Енгельгардти (нім. Engelhardt; рос. Энгельгардт) — німецький балтійський шляхетський рід. Піддані Речі Посполитої. Дворянський рід у Московському царстві і Російській імперії. З 1854 року — російська гілка роду отримала титул баронів. Також — Енгельгарти (нім. Engelhart).

## Опис
Енгельгардти згадуються в XV столітті як васали Ризького єпископа в Лівонії.
Після взяття Смоленська московськими військами у 1654 році Енгельгардти прийняли московське підданство. На кінець 18 століття вважали себе «істинними синами Росії». Були зараховані до 6 частини дворянської генеалогічної книги Смоленської губернії, куди зараховувалися роди, які довели своє дворянське походження за сто років до Жалуваної грамоти дворянству 1785 року.

## Генеалогічне дерево
- Андрій 
  -  Василь (1735—1794)
    - Петро (1748—?)
      - Петро (1783—1888)
        -  Олександр (1836—1907) — генерал-лейтенант.
          -  Борис (1877—1962) — депутат IV Думи, комендант Петрограда (1917).

      -  Сергій (1795—1870) — могилівський губернатор.

    -  Василь (1755—1828) — сенатор.
      - Андрій (1780—1834) — полковник.
      - Василь (1785—1837)
      -  Павло (1798—1849) — пан Тараса Шевченка.
        -  Василь (1828—1915)— астроном.

### Монографії
- Elgenstierna, G. Den introducerade svenska adelns ättartavlor. Stockholm, 1926. Band 2.
- Тихонова, А. В. Род Энгельгардтов в истории России XVII—XX вв. Смоленск: СГПУ, 2001.

### Довідники
- Genealogisches Handbuch der baltischen Ritterschaften. Teil 1-1: Livland. Görlitz, 1929. Band I, S. 31—51.  [Архівовано 18 липня 2021 у Wayback Machine.]
- Genealogisches Handbuch der baltischen Ritterschaften. Teil 2-1: Estland. Görlitz, 1930. Band I, S. 61—68, 4, 13—14.  [Архівовано 18 липня 2021 у Wayback Machine.];  [Архівовано 30 листопада 2020 у Wayback Machine.]
- Genealogisches Handbuch der baltischen Ritterschaften. Teil 3-1: Kurland. Görlitz, 1930. Band I, S. 222—235.  [Архівовано 18 липня 2021 у Wayback Machine.]
- Genealogisches Handbuch des Adels. Bd. 39, Freiherrliche Häuser B, Bd. IV, 1967, S. 154—227. (FA 14, 1986, S. 93–138; FA 24, 2008, S. 31–76)
  - Adelslexikon Band III, Band 61 der Gesamtreihe, S. 151. C. A. Starke Verlag, Limburg (Lahn) 1975; Band XVII, 2008, S. 214.